# Fohlenfell

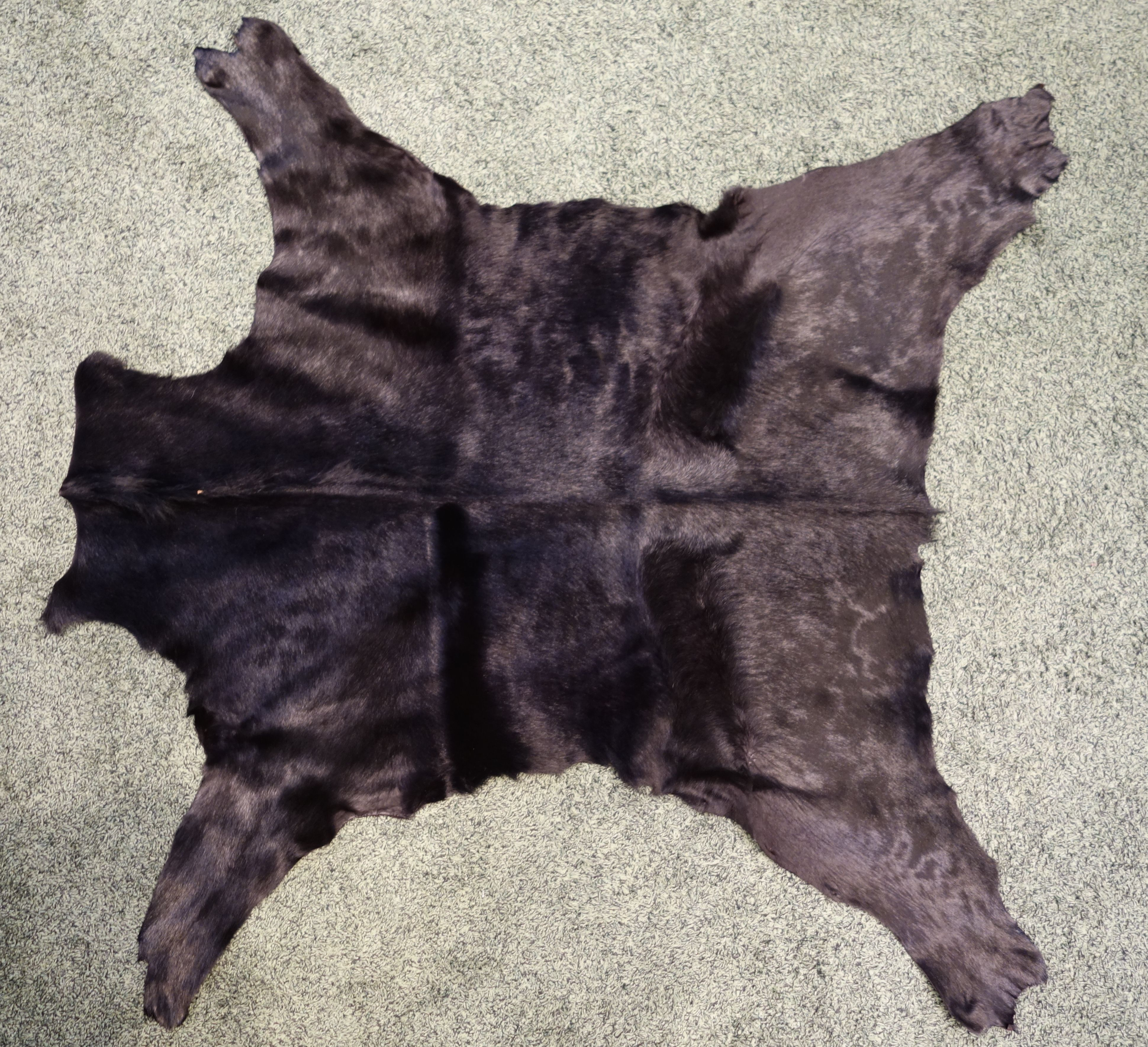
Schwarzgefärbtes Fohlenfell

Die schweren dickledrigen Felle ausgewachsener Pferde, sogenannte Rosshäute, wurden immer fast ausschließlich zu Pferdeleder verarbeitet. Für die Pelzverarbeitung werden vor allem die Felle junger Fohlen verwendet. Sie stammen überwiegend aus halbwilden Herden der ehemaligen Sowjetunion und Südamerikas.
Derzeit werden Fohlenfelle kaum noch für Pelzzwecke genutzt und nur noch in geringem Umfang gehandelt. Zum einen ist das auf einen Wandel innerhalb der Pelzmode zurückzuführen. Zum anderen ist vom mengenmäßigen Anfall her auch künftig nicht mit einer Rückkehr der Mode zu Fohlenpelzen zu rechnen, da die Felle ein Nebenprodukt der in der Vergangenheit ständig verringerten Fohlen-Fleischproduktion sind. Hinzu kommt eine inzwischen veränderte gesellschaftliche Einstellung vom Pferd als landwirtschaftliches Nutztier hin zum Reittier für Großstädter (vergleiche Pferdefleisch).
Alte, heute nicht mehr gebräuchliche und auch nicht mehr zulässige Handelsbezeichnungen sind Fohlon, Fohlette oder Gaulette.

## Fell
Das charakteristische Merkmal der Einhufer ist der sogenannte „Rossspiegel“ in der Höhe des Hüfthöckers oberhalb der Hinterbeine. Auch auf der Fleischseite der Felle frisch getöteter Tiere ist er mit seiner dunkleren Färbung deutlich zu erkennen, → Cordovan-Leder. Er ist bis zu 2 1/2 mm dicker und fester als die übrige Haut; der Farbunterschied verschwindet bei der Zurichtung (Gerbung). In dieser Körperpartie ändert sich der Haarlauf, dies dient offenbar zum besseren Wasserablauf bei in ungeschützter Umgebung lebenden Tieren. Die geringste Ausdehnung hat der Spiegel beim neugeborenen Fohlen, im Vergleich dazu ist er bei einem anderen Unpaarhufer, dem Zebra, wesentlich großflächiger. Eine Fachkunde für Pelzverkäufer bezeichnet die beiden Fohlenspiegel fachsprachlich auch als „Diechenreflexe“. Ein weiteres Kennzeichen ist der am Hinterkopf meist noch erkennbare Mähnenansatz.
Die leicht zu verwechselnden Kalb- und Rindsfelle haben keine Spiegel, ihr Merkmal ist der Haarwirbel im Genick. Mit Kalbfohlen wurden fohlenähnliche Felle junger Rinder bezeichnet; nachdem man sich im Rahmen der RAL-Bestimmungen auf warenehrliche Fellnamen geeinigt hatte, wurde diese Bezeichnung unzulässig (richtig wäre Fohlenkalb).
Gelobt am Fohlenpelz wird sein haltbares Leder und sein wirksamer Schutz gegen Kälte.
Für die Pelzverarbeitung eignen sich besonders feinhaarige, dünnledrige, moirierte Fohlenfelle sowie die Häute kleinerer, erwachsener Tiere mit schönem Moiré. Letztere werden durch das Dünnschleifen des Leders für Pelzzwecke brauchbar gemacht.
Das Haar der Rosshäute ist länger und gröber als bei Fohlenfellen, glänzend, mehr oder weniger stark moiriert. Die Unterwolle ist nur schwach ausgebildet. Die Farben sind weiß, schwarz, eselsgrau, meist braun; rot-braun oder schwarz-weiß gescheckt. Flachhaarige Häute neigen häufiger zum Haarausfall („Mildhaarigkeit“).
Haltbarkeitskoeffizienten:
Fohlenfell 60–70 %
Rosshaut 20–30 %

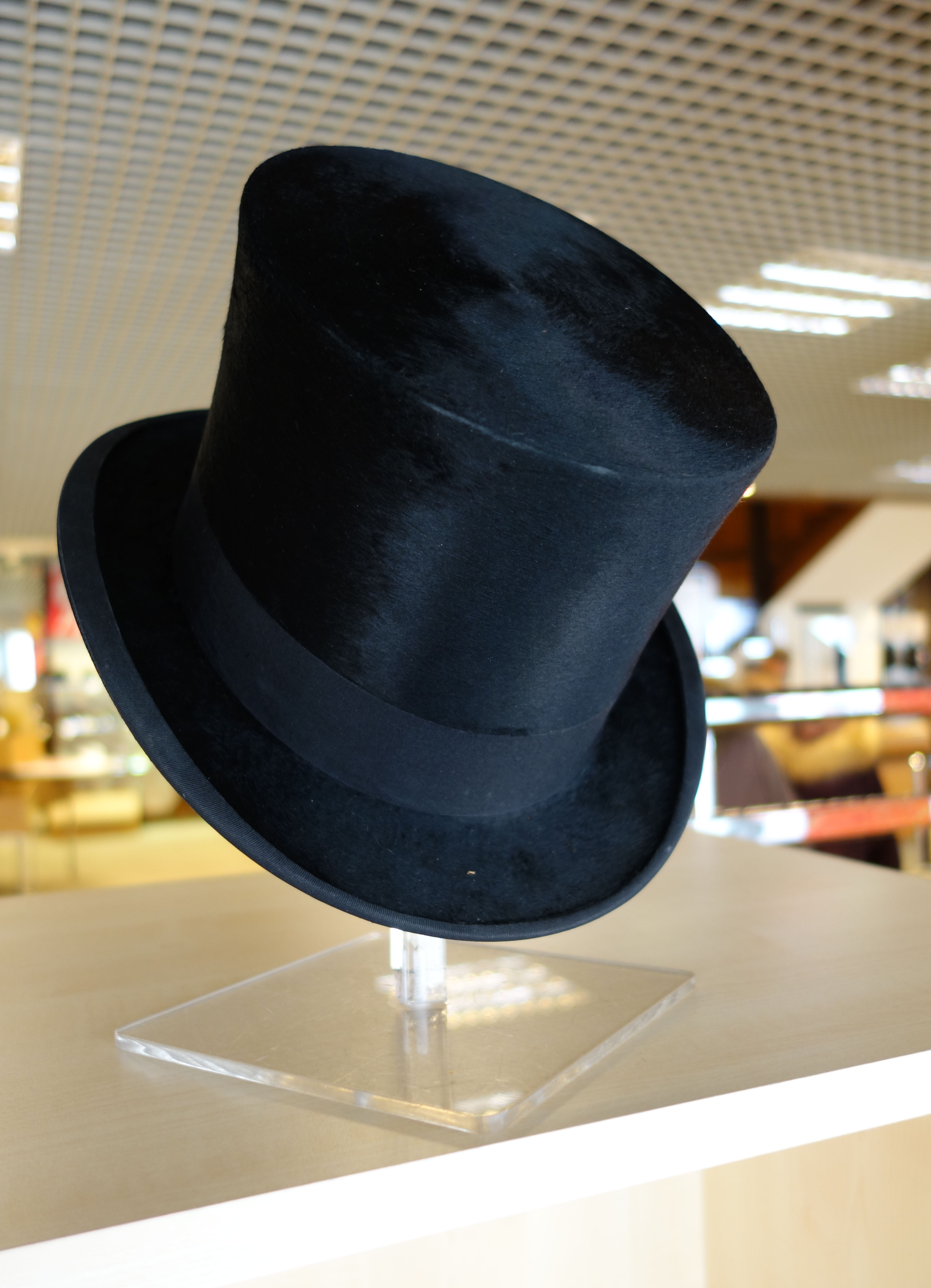
Älterer Zylinder aus „Zylinderfohlen“
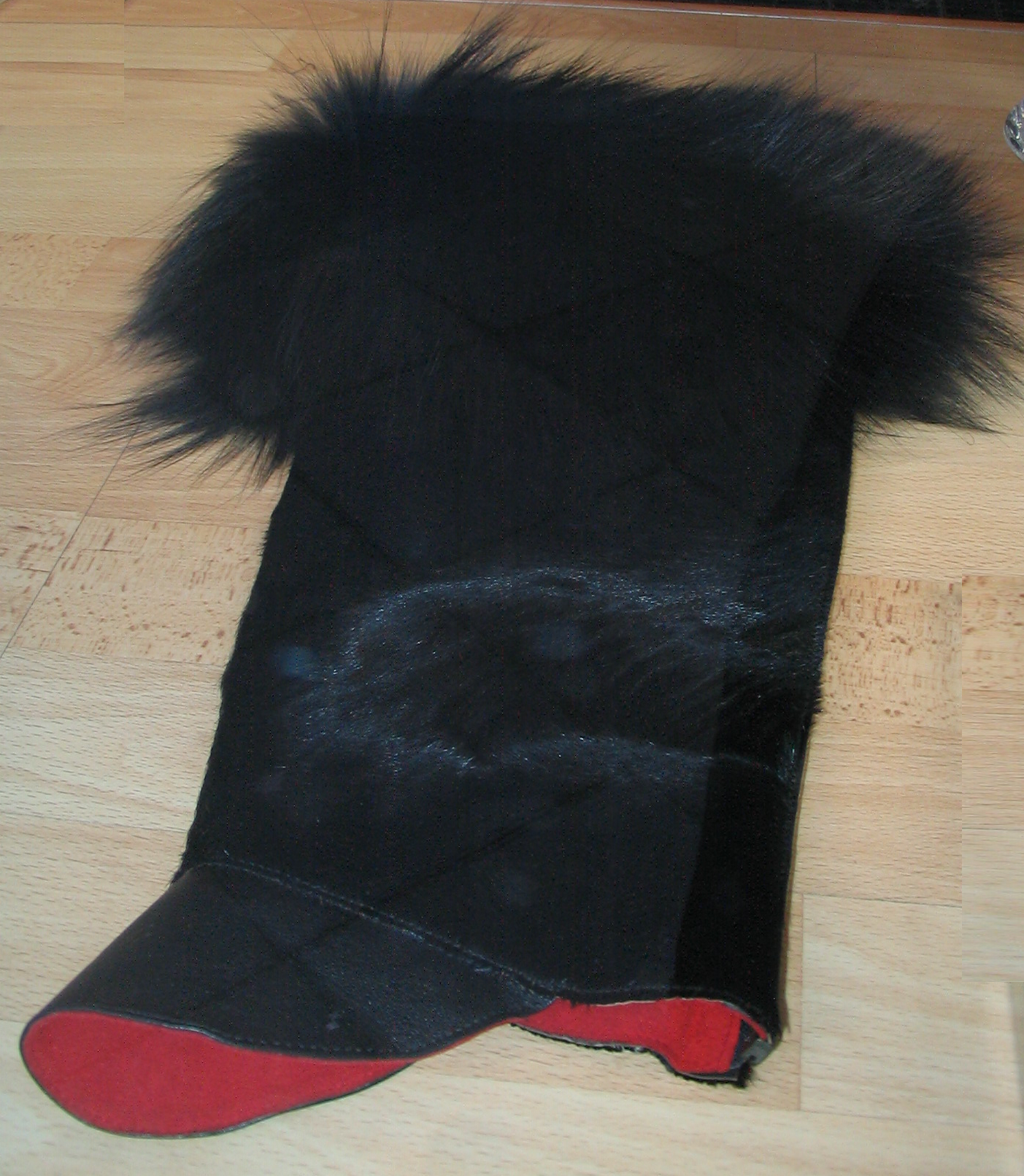
Legwarmer aus Fohlenfell mit Blaufuchsverbrämung, gefärbt (2011)

Als Fohlenfelle werden Felle von Tieren gehandelt, die bis etwa zwei Monate alt wurden. Für die Pelzverarbeitung verwendet man bevorzugt die Felle jüngerer, meist wenige Tage alter Fohlen. Die beim Pferd seltenen Frühgeburten sowie Felle von direkt nach der Geburt geschlachteten Tieren werden als Galjak-Fohlen gehandelt (oder Goljak; auch Zylinderfohlen), meist haben sie ein schönes Moiré. Ist das Moiré dagegen wenig oder noch gar nicht ausgebildet, nennt man sie, je nach Charakter, Galjakfohlen „ohne“ oder „mit Muster“. Ungemusterte Fohlenfelle haben kaum einen Wert.
Die Felle sind feinhaarig und dünn im Leder. Je älter das Tier, desto länger und gröber ist das Haar und so schwerer das Fell. Das Leder lässt sich jedoch durch Falzen und Schleifen dünner und damit leichter machen (Spaltfohlen). Die Felllänge der Fohlen liegt zwischen 60 und 100 cm.
Die Färbung der Fohlenfelle ist, vorwiegend einfarbig:
grau, rötlichgrau, graubraun (fahlbraun) bis dunkelrotbraun, schwarz. Teils gescheckt.
Die Unterseite ist wesentlich heller, mitunter weißlichgelb.

## Herkommen (Fohlen)

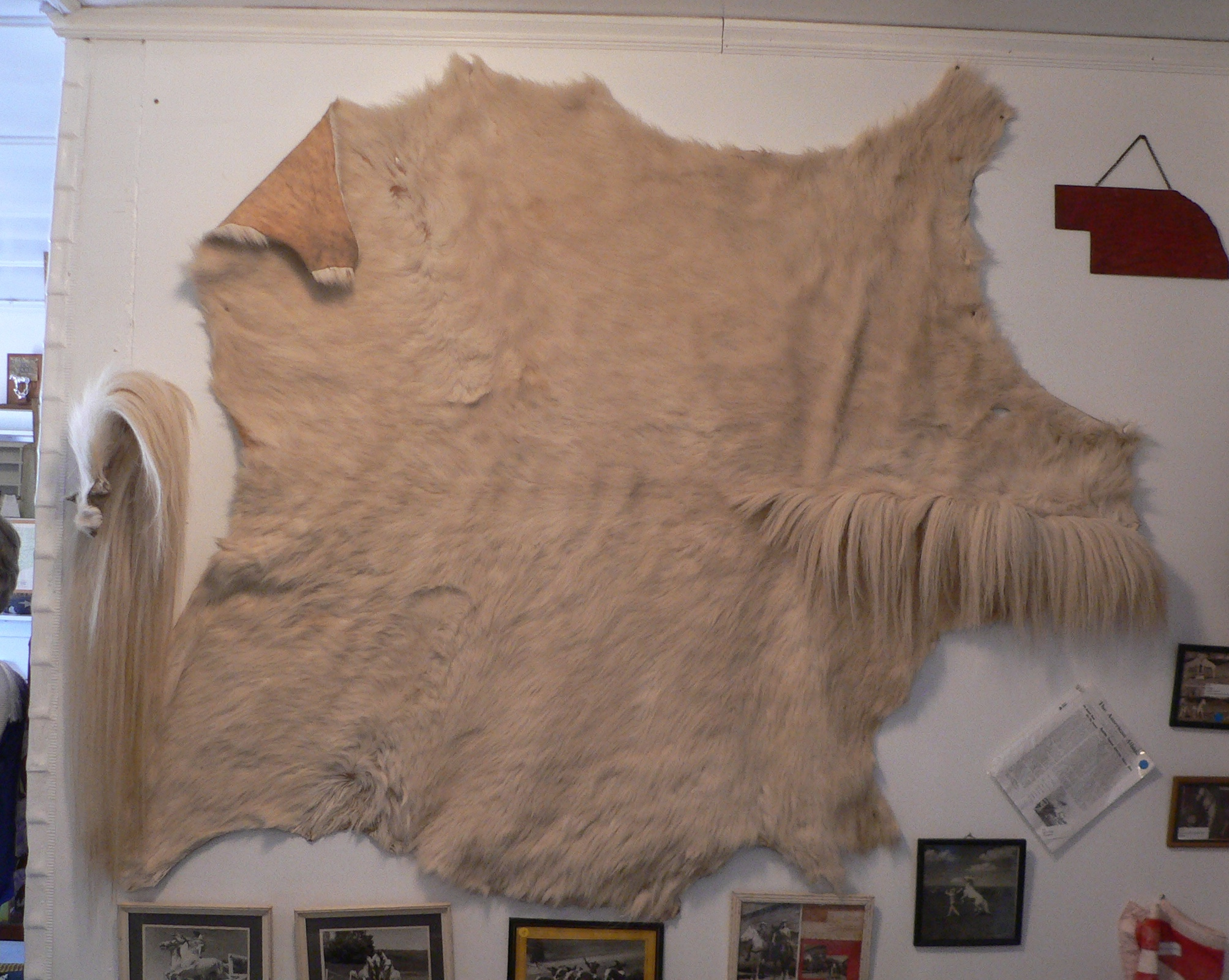
Weißes Fohlenfell und Fohlenschweif (White Horse Ranch Museum, Nebraska)

1. Europa
Kasan (Wolga): Kurzhaarig, schönes Moiré, dünnledrig; vorwiegend groß im Körper. – Die beste Sorte, vielfach naturdunkel.
Zentralrussland: Kurzhaarig, meist gut moiriert, weniger gefälliger Glanz, dünnledrig, fast gleich Kasan.
Westrussland: Langhaariger, teils gutes Moiré, noch gefälliger Glanz; mittelgroß.
Baltischer Raum (Litauen, Lettland, Estland): Ähnlich denen aus Westrussland; noch gut moiriert, nicht sehr glänzend, teils größer, etwa wie Zentralrussische Sorten.
Südrussland, Ukraine: Ähnlich wie die westrussischen Sorten, doch kleiner, etwa wie die Bessarabischen. Die besten aus der Region Volhynia in der Ukraine.
Bessarabien: Ähnlich, doch nicht so seidig; mittelgroß.
Polen: Etwa wie die westrussischen Sorten; weniger glänzend, mittelgroß, die besten aus der Gegend von Lublin.
Dänemark: Etwa die halbe Fellanzahl ist moiriert, große Felle.
2. Asien
Sibirien: Langhaariger, weniger glänzend, dickledrig, klein. Es fallen hauptsächlich geringere Sorten an.
Turkestan, Mongolei, China (insbesondere der Norden): Wenig glänzend, sehr leichtledrig, sehr klein.
Tadschikistan: Von hier kommt kommen im Oberhaar gelockte Felle der Pferderasse Lokaier. Die häufigsten Fellfarben sind Braune, Schimmel und Füchse. Das Fell der Braunen und Füchse hat häufig einen goldenen Schimmer
Provenienzen des russischen Standards:
Kasaner, Zentralrussische, Witebski, Homeler, Sibirier-Steppen, Sibirier-Getreide, Mittel-Asiatische, Mongoler, Süd-Östlicher.
Russisches Sortiment:
Sklizok und Galjakfohlen, die extraflachen (aufgeteilt in mehrere Sorten).
Urostok (Grasfresser), von ausgewachsenen Füllen, viel größer im Körper, raucher und ohne Moiré und mit schwacher Zeichnung (Spiegel).
Pertschatoschny (Handschuhware), auch Mechowoj (Pelz), große Felle, langhaarig, nicht gezeichnet.
3. Südamerika
Von hier wurden aus der Fleischgewinnung jährlich etwa 20.000 bis 25.000 Felle angeliefert, in den Naturfarben (rotbraun, eselsgrau (deshalb auch „Eselsfohlen“) usw.), die in Modefarben eingefärbt oder mit Mustern bedruckt wurden. Obwohl 1988 die größten Anlieferungen aus Südamerika kamen, waren zu der Zeit bereits wegen der Abkehr der Mode von den flachen Pelzarten kaum noch „Partien“ am Markt; es hieß, die Felle werden wahrscheinlich der Lederverarbeitung zugeführt.

## Geschichte, Handel

Fohlenmantel aus dem Jahr 1929 im Museum Rotterdam
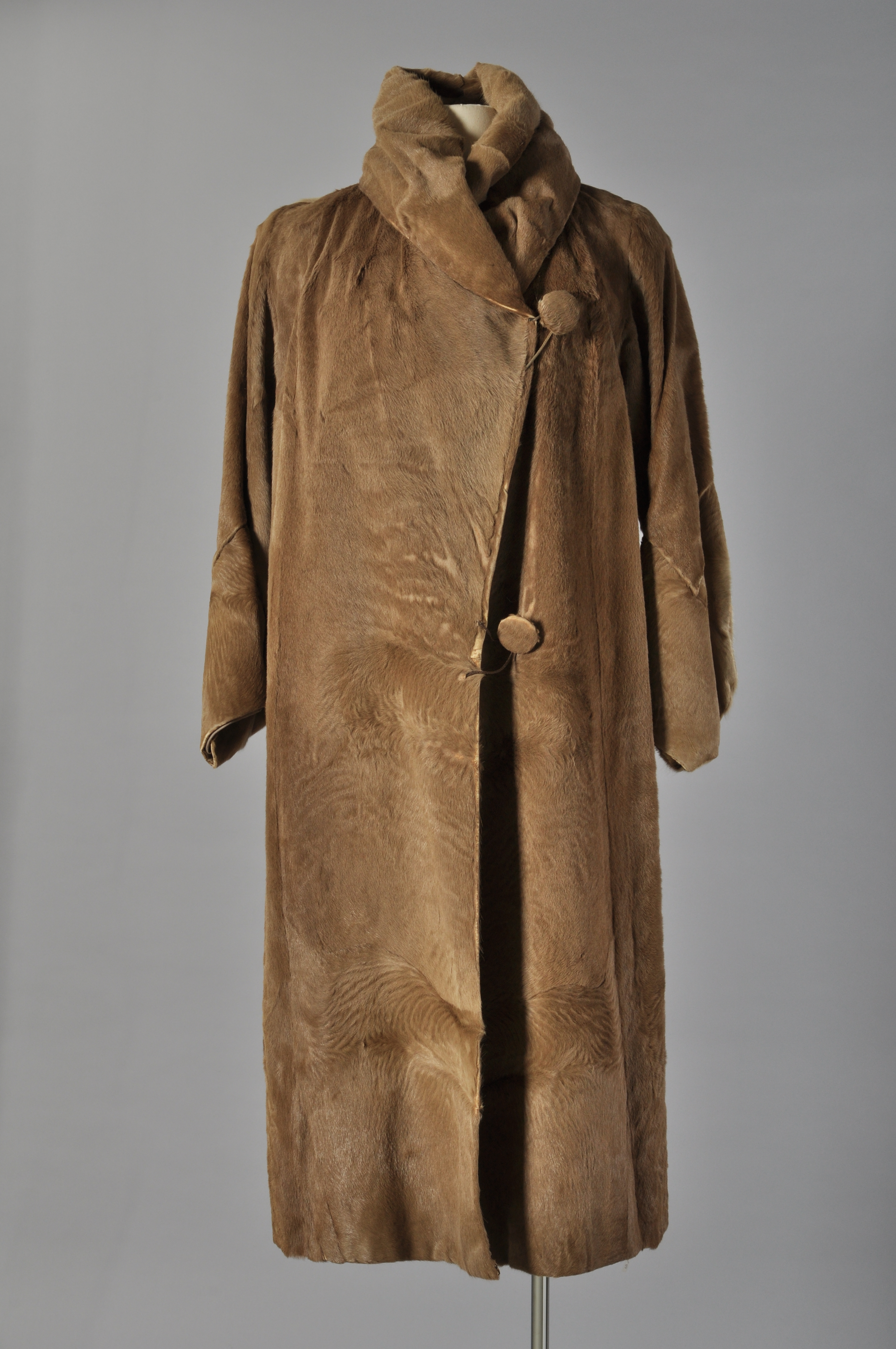
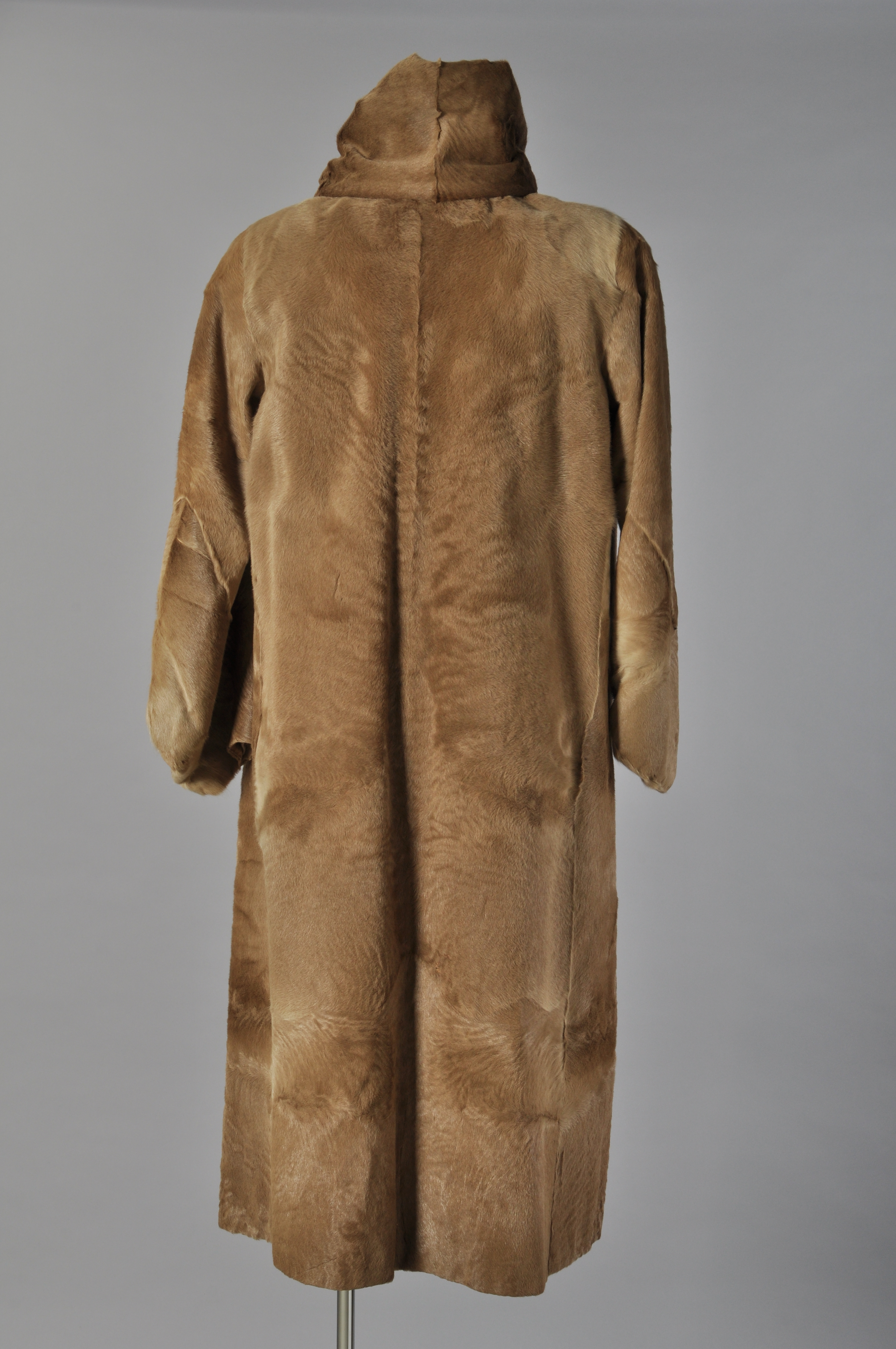

Fohlenfelle hatten keine sehr lange Geschichte in der Pelzmode. 1623 wurde ein Kürschnermeister aus Friedeberg noch gerügt, weil er auf Geheiß seiner Standesherrschaft die unehrenhafte Arbeit des Schinders übernommen hatte und einem gefallenen Pferd die Haut abgezogen hatte. Eine solche unehrliche Arbeit konnte leicht zu einem Ausschluss aus der Innung führen und kam damit praktisch einem Berufsverbot gleich.
Brass berichtete 1911, dass das Pferd trotz seiner langen Kulturgeschichte erst in den letzten Jahren zu den Pelztieren gerechnet werden kann. Er meinte damals noch, dass von den ganzen so verschiedenen Rassen für den Pelzhandel nur eine in Betracht kommt, das Kirgisenpferd. Brockhaus schreibt 1841: „Die gemeinen Kirgisen tragen Pferdehäute.“  Die Kirgisenfohlen wurden geschlachtet, weil man anstelle der Fohlen an die Stutenmilch gelangen wollte. Neben der direkten Milchnutzung wurde aus der Milch das berauschende Getränk Kumys sowie ein wohlschmeckender Käse zubereitet. Da etwa gleichzeitig die Persianer-Breitschwanz-Mode aufkam, passten die flachen, breitschwanzartigen Fohlenfelle sehr gut in das damalige Modegeschehen, sie machten den feinen Lammfellen scharfe Konkurrenz. Der Rauchwarenhändler Jury Fränkel (1899–1971) erinnerte sich, dass um 1910 auf der Eisenbahnfahrt zur Irbit-Messe im kalten Sibirien die Reisenden eine sogenannte Dochá dabei hatten, einen Fahrpelz, meist ein Fohlenmantel, der mit australischem Opossum gefüttert war.
Alexander Tuma hatte Anfang 1920 die Gelegenheit, sich mit dem Chef der damals weltberühmten Firma Chapal freres in Mantreuil bei Paris zu unterhalten. M. Chapal zeigte ihm die ersten gelungenen Versuche, Fohlen dünn und weichledrig zu veredeln. Anfangs wurden sie ungefärbt zu Automobilpelzen verarbeitet, seit etwa 1906 begann man sie glänzendschwarz zu färben, um sie dann als „Ponyskins“ auf den Markt zu bringen. 1909 oder früher kamen die ersten veredelten russischen Fohlenfelle von Chapal freres aus Paris auf den Leipziger Rauchwarenmarkt. Sie waren schwarz gefärbt und hatten ein rotes Leder. Bereits im Jahr 1908 warb das amerikanische Unternehmen Albrecht Furs damit, dass seine Autofahrermäntel garantiert aus in Frankreich gefärbten russischen Fohlenfellen gearbeitet sind. Kein Fell wäre populärer und entspräche besser der aktuellen Mode. Das Fell wäre zwar nicht besonders langlebig, aber bei vorsichtiger Behandlung und gelegentlichen Reparaturen würde es einige Jahre halten. Der Preis für den Automantel richtete sich nach der Fellqualität, er reichte von 135 bis 175 Dollar.
Der Anfall von Fohlenfellen lag 1911 bei etwa 10 Millionen Stück, beim Preis von etwa 6 bis 8 Mark.
Larisch schrieb nach 1902, dass von den vielen unterschiedlichen Felltypen die moirierten, flachen Falben für Damenartikel am meisten geschätzt sind, die dunkleren Farben für Herrensachen. „Füchse“ galten als die geringste Farbe.
Mit den Kriegsjahren des Ersten Weltkriegs konnte das Fohlenfell nach dem Einzug des Pelzmantels in die Mode dank seiner guten Eignung für diesen Artikel, eine beachtliche Stellung im Pelzhandel erringen. 1929 erläutert der Rauchwarenhändler Kurt Nestler die damals allgemeinen permanenten Preissteigerungen für Felle anhand von Fohlen: „Als in den 90er Jahren des vorigen Jahrhunderts Fohlen Pelzzwecken zugängig gemacht wurden, zahlte man in Deutschland 2 deutsche Mark für ein rohes Fell. Die Preise für Fohlen sind seitdem, und vor allen Dingen nach dem Kriege, konstant gestiegen. Heute kostet das rohe Fohlenfell bis zu 50 Mark.“ Fast der gesamte Welthandel in Fohlenfellen wurde bis in die 1920er Jahre über Deutschland abgewickelt, hauptsächlich mit aus Russland stammenden Fellen.
1925 kamen die ersten Pelzfohlenfelle aus Südamerika auf die Weltmärkte. Hauptsaison für die Schlachtungen war der Dezember (wie beim Guanako). Fohlen wurde zunehmend bis um den Beginn des Zweiten Weltkriegs ein wesentlicher Bestandteil der Pelzmode. Infolge des Rückgangs der Pferdezucht ist die Anlieferung von Fohlen und Pferdefellen inzwischen nicht nur aus Südamerika extrem zurückgegangen.

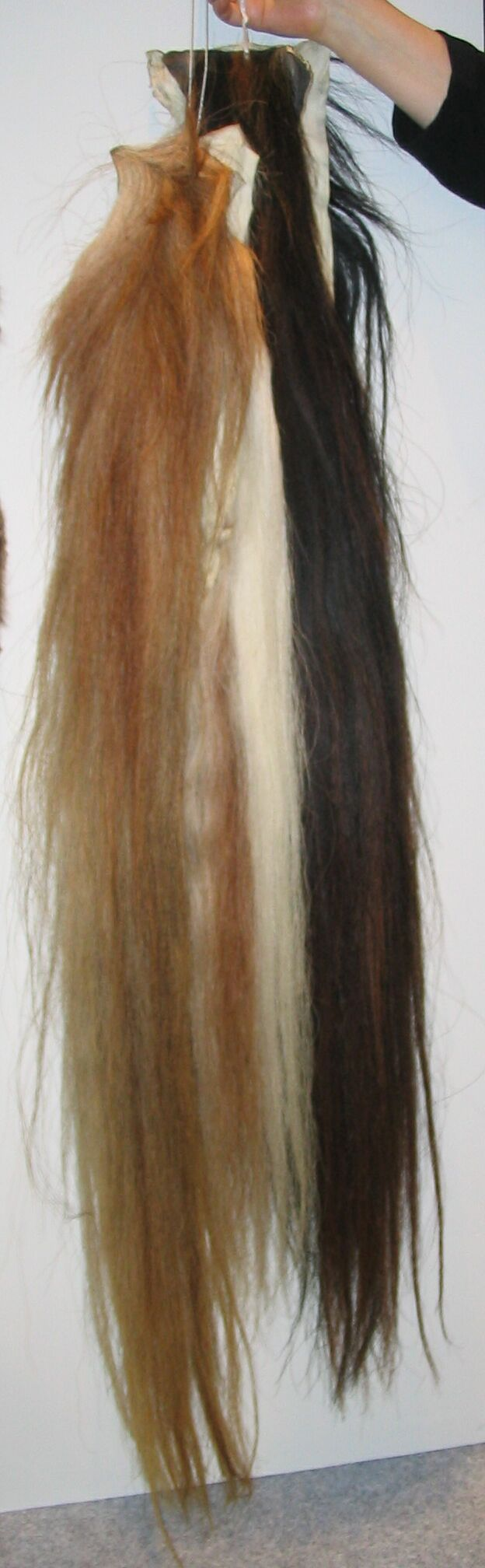
Ross-Schweife

1977 bezeichnete sich die Firma Carl Rückmar aus der Frankfurter Niddastraße, dem zu der Zeit größten europäischen Handelszentrums für Rauchwaren, als der größte Fohlenfellmanipulant der Welt mit einem Jahresumsatz von 5 bis 10 Millionen Mark, davon die Hälfte Konfektion. 40 Prozent des Angebots wurde naturell verkauft, 60 Prozent gefärbt. Das Warenlager soll 25 bis 30 Tausend Felle umfasst haben. Der Großhandelspreis für eine gängige Jacke betrug 750 DM, ein Fohlenmantel je nach Qualität und Verarbeitung 800 bis 1700 DM. Der Preis war gegenüber anderen Fellarten, die im Wert gestiegen waren, stabil.
1932 wurden erstmals Rosshäute für Pelzzwecke veredelt. Es gelang Leipziger Veredlungsbetrieben das Leder so dünn aus der Zurichtung zu bringen, dass der als Rossfell verarbeitete Mantel nicht zu schwer wurde. Der Zurichter zerschnitt die Häute längs der Rücken, da er nicht in der Lage war, eine so große Fläche zu bearbeiten. Bereits ein Jahr später war der Nachteil behoben und einige Spezialbetriebe konnten die Häute auch ganzflächig und sehr dünn zurichten. Für die Pelzherstellung wurden die Häute entweder naturell, braun oder schwarz gefärbt verarbeitet. Anfangs nutzte man nur flache Ware, um die Mäntel nicht zu schwer werden zu lassen, bis die Erfahrung lehrte, dass gerade die dichthaarigen und nicht zu kurzhaarigen gut moirierten Häute den besten Ersatz für Fohlenfelle gaben. Sie sahen nicht nur besser aus und waren einfacher zu verarbeiten, sondern sie ließen auch eine bessere Strapazierfähigkeit in Bezug auf Haarabrieb erwarten. Die Materialknappheit durch Einfuhrbeschränkungen für ausländische Felle waren in jener Zeit der wesentliche Grund der Rauchwarenbranche, die Verwendung der Rosshäute zu voranzutreiben.

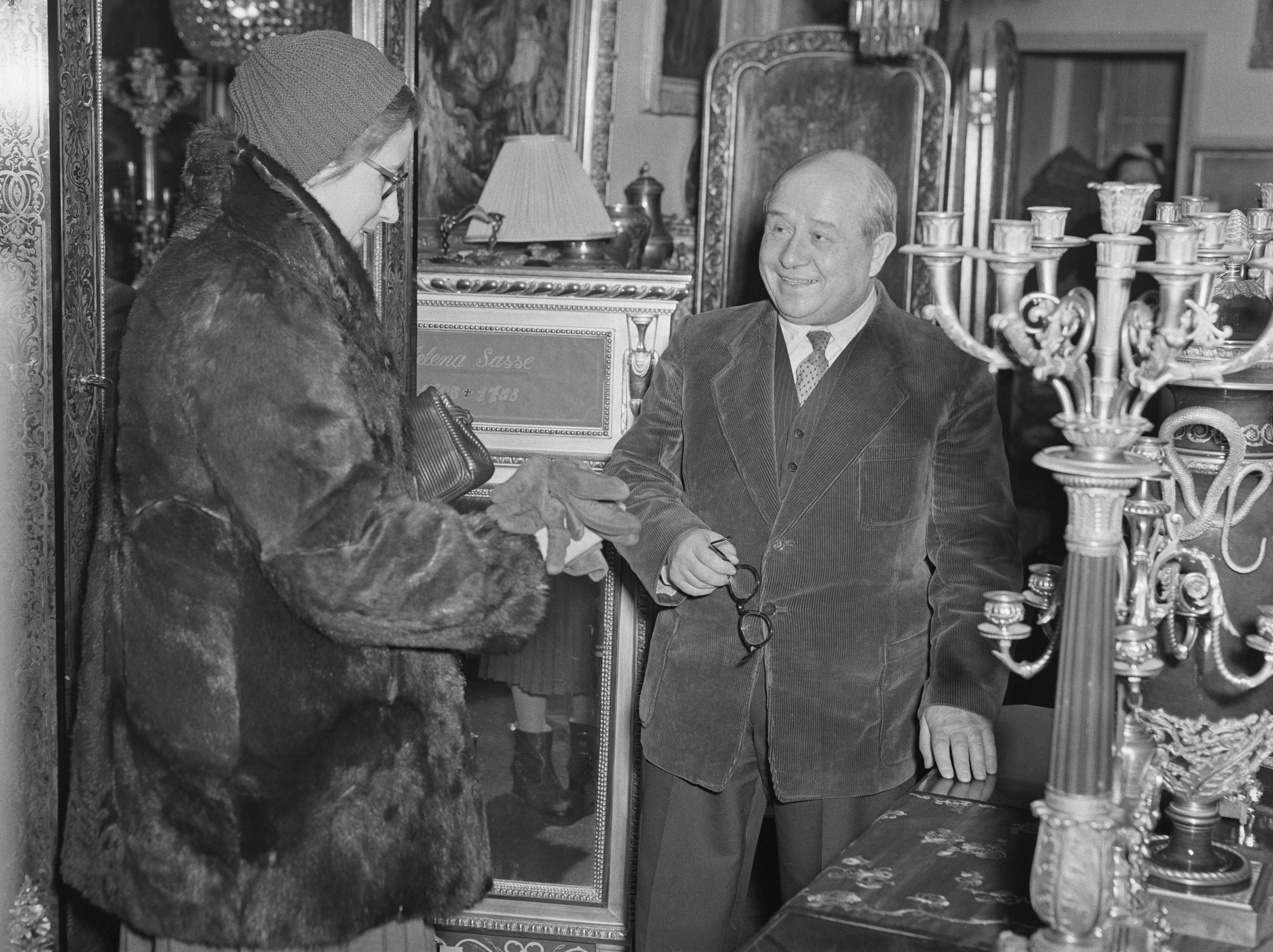
Fohlenpaletot (Finnland, 1956)

Zur damaligen Lage führte der Konfektionär Carl Heinz Rückmar aus, dass das Fohlenfell im Großhandel auf 80 bis 200 Mark, je nach Farbe und Qualität, taxiert werde. Der Anfall werde von Jahr zu Jahr geringer. In den 1930er Jahren wurden weltweit noch 200 bis 300 Tausend Felle erzeugt, während sich das Aufkommen des größten Produzenten Argentiniens nur noch auf 50 Tausend Stück stellte. Ursächlich sei die zunehmende Mechanisierung der Landwirtschaft. Europa falle als Produzent praktisch nicht mehr ins Gewicht, der übrige geringe Anfall kommt aus der Sowjetunion und der Mongolischen Volksrepublik.
Die Verwertung der Rohhäute erfolgt fast ausschließlich über den Häutehandel, meist durch Salzen vor Fäulnis geschützt, seltener durch das schadensanfälligere Trocknen. Von hier werden die Felle der Lederwirtschaft und die dafür geeigneten Qualitäten bei Bedarf dem Rauchwarenhandel zugeführt.
Fohlenfelle kommen ungesalzen, entweder luftgetrocknet oder in einem Spezialraum mit Konservierungsmitteln getrocknet in den Handel oder, besonders die mitteleuropäische Ware, gesalzen und dann getrocknet.
Über die Pelzveredlung schreibt Hans Werner aus Gera im Jahr 1914:
Die Tatsache, dass es der neuzeitliche Kürschner fertigbringt, nach Erwerbung der erforderlichen Kenntnisse und Fertigkeiten, die buntestanfallenden Fohlenlose unter Erhaltung des naturellen, weissen und schmiegsamen Leders im Haar allein hochglänzend schwarz zu blenden, hat dem eleganten Fohlenjackett ebenso wie dem Mantel viele Freunde geworben. Ein in Leipzig veredelter Fohlenposten bildet, fast immer schon unsortiert, ein Stückzahlsortiment im Umfange seines Originalloses, ist nie hartledrig und färbt, im sehr angenehmen Gegensatze zu manchem französischem Schwarzfohlen, sicher nicht ab, wenn Kleidung daraus gemacht ist, welche Wind, Luft, Regen und Sonne aufzuhalten hat. Die Zeichnung des Fohlenpelzes ähnelt der des Breitschwanzes oder doch guten Moiréastrachans. Die Erhaltung der feinen Linien und Haarwirbel gelingt jedoch nur, wenn man das Leder, als den Boden der Haarwurzeln, vor jedweder Fabrikationsstrapaze bewahrt, also naturell lässt.

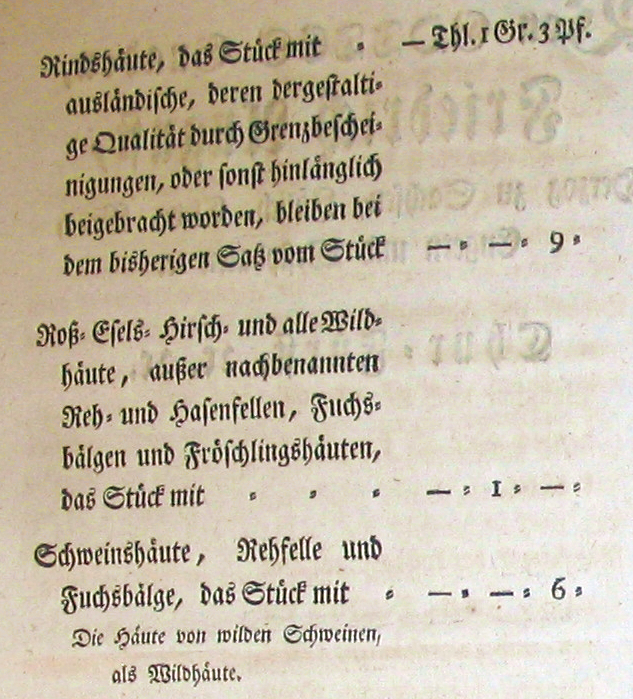
Aus einem Preisedikt für Pelzfelle des Friedrich August von Sachsen aus dem Jahr 1801: Roß-, Esels-, Hirsch- und alle Wildhäute, außer nachbenannten Reh- und Hasenfellen, Fuchsbälgen und Fröschlingshäuten das Stück mit 1 Thaler (die „nachbenannten“ kosteten je 9 Groschen).

Deutsche Fohlenfelle wurden entweder gesalzen oder getrocknet angeliefert. Da gesalzene Felle nicht so große Ausfälle an „Kahlgängern“ aufweisen und ein weicheres Leder ergeben, wurden die so haltbar gemachten Felle bevorzugt. Über die Qualitäten wird ausgesagt: Die Gütebeurteilung erfolgt nach der Haarbeschaffenheit in Bezug auf Rauche, Glanz und Moiré. Es ist zu berücksichtigen, dass 80 Prozent der Ware aus Abdeckereien stammen und damit geringwertiger ist gegenüber Fellen geschlachteter Tiere, insbesondere ist sie weniger glänzend. Eine extra Sortierung nach dem Grad der Beschädigung erfolgt nicht, diese Felle werden nur entsprechend geringer bewertet. Die Klassifizierung erfolgt in
- I: Flache, einwandfreie Felle mit gutem Moiré.
- Ib: Halbrauche, einwandfreie Felle mit Moiré beziehungsweise flache, einwandfreie Ware ohne Moiré.
- Ic: Rauche, einwandfreie Felle sowie Galjak-Fohlen.

Für Rosshäute galten die gleichen Qualitätsmerkmale wie für Fohlenfelle.
- I: Flache, mit Glanz und Moiré.
- II: Halbrauche und leicht beschädigte Felle.

Nach der Zurichtung wurde das jetzt noch naturfarbene Fohlenfell-Sortiment erstellt, indem die Felle entsprechend ihrer Farbeignung unter Berücksichtigung der jeweiligen Absatzmöglichkeiten und des jeweiligen Modegeschmacks sortiert wurden (1951):
- Naturelle: Aus den größeren Partien werden gleichmäßige, einfarbige Felle aussortiert, die in Farbe, Rauche und Moiré zueinander passen.
- Unifarbe: Als Nächstes werden helle einfarbige, graue und braune Felle zum fohlen- bzw. rehbraun Einfärben aussortiert, bei Rosshäuten weiße sowie braune zum braunfärben.
- Schwarz: Die übrigen, für Pelzwecke tauglichen Felle, werden schwarz gefärbt. Sie stellen den weitaus größten Posten dar.
- Schuss: Alles was kahlstellig, stark beschädigt, rohverbrannt (harte Stellen im Leder) und blechern oder stark zerrissen ist gilt als Schuss.

Die qualitative Unterscheidung der Fohlenfelle war folgendermaßen:
- Spitzen: Felle beliebiger Größe mit ausgeprägtem flammigem Moiré und seidigem Haar.
- I: Wie Spitzenfelle, jedoch mit gröberem Moiré oder etwas raucher beziehungsweise flacher, im Haar nicht ganz so feurig.
- II. Wie die I. Sorte, jedoch weniger Moiré und weniger Glanz.
- IV. Fließmoiré beziehungsweise glatte oder stumpfe Felle oder leicht beschädigte, ohne Glanz, überrauch.
- Schuss: Stark kahlstellige oder brandstellige, stark vernähte beziehungsweise im Leder morsche, aus Farbe fleckige oder krummspitzige Felle.

Für Rosshäute:
- I: Alle Größen und Farben, flach moiriert mit seidigem Glanz.
- II. Wie Spitzenfelle, jedoch mit weniger Moiré, halbrauche oder mit weniger Glanz.
- Schuss: Stark brandstellige, stark vernähte oder im Leder morsche beziehungsweise brandstellige Felle.

Die Ware wurde anschließend noch einmal zu sogenannten Kürschnersortimenten mit je sechs bis acht Fellen nach Qualitäten, Größen und Farben feinsortiert und gebündelt. Entsprechend der jeweiligen Mode reichten ein oder zwei Bunde meist für einen Mantel.
Über die chinesischen Fohlenfelle sagte der Frankfurter Rauchwarenhändler Richard König 1952, dass sie sehr gut in der Fellstruktur sind. Allerdings musste man die Lederseite sehr gut kontrollieren, weil die Chinesen auch beschädigte Felle, die sie sehr geschickt behandelten, mit verkauften. Beim Zurichten kamen diese versteckten Mängel dann zum Vorschein.
Rosshäute werden einzeln, nicht in Sortimenten, gehandelt.
1988 waren keine Zahlen über den Jahresanfall von Fohlenfellen und Rosshäuten vorhanden, die Anlieferungen waren da bereits beständig rückgängig.

## Verarbeitung
Spaltfohlen waren bis nach dem Zweiten Weltkrieg ein gesuchter Artikel. Das dicke Leder kleiner Pferdehäute wurde durch Abspalten einer Lederschicht und durch Schleifen dünner, leichter und geschmeidiger gemacht; die Bezeichnung „Fohlen“ war deshalb eigentlich nicht korrekt. Die Tiere wurden dafür geschoren und, nachdem das Haar soweit nachgewachsen war, dass das Haarbild wieder gleichmäßig erschien, geschlachtet. Ein altes Fachbuch für Pelzveredler schreibt, dass dafür die Felle alter englischer Rennpferde verwendet wurden.
Das abfallende Spaltleder fand ebenfalls Verwendung.
Für die Lederverarbeitung werden die hinteren Kernteile der Rosshäute, die sogenannten Schilder, besonders zugerichtet und gefärbt, um sie als Spiegelware in den Handel zu bringen (Cordovan-Leder). Es wird die Narbenseite der zum Lackieren bestimmten Leder blanchiert und durch andere Manipulationen vorbereitet, vor allem geschmeidig gemacht. Die Lederteile werden anschließend in Rahmen gespannt und mit einem glanzgebenden Stoff bearbeitet. Sie werden dann in Schuh- und Sattler-Werkstätten weiterverarbeitet. Aus dem Schild und dem nach vorn sich anschließenden Rücken-Kernstück werden Brandsohlen gearbeitet, es sind dies die beiden im Leder kräftigsten Teile. Das sich hinten anschließende kleine Stück mit dem Schweifansatz wird Kratze genannt.

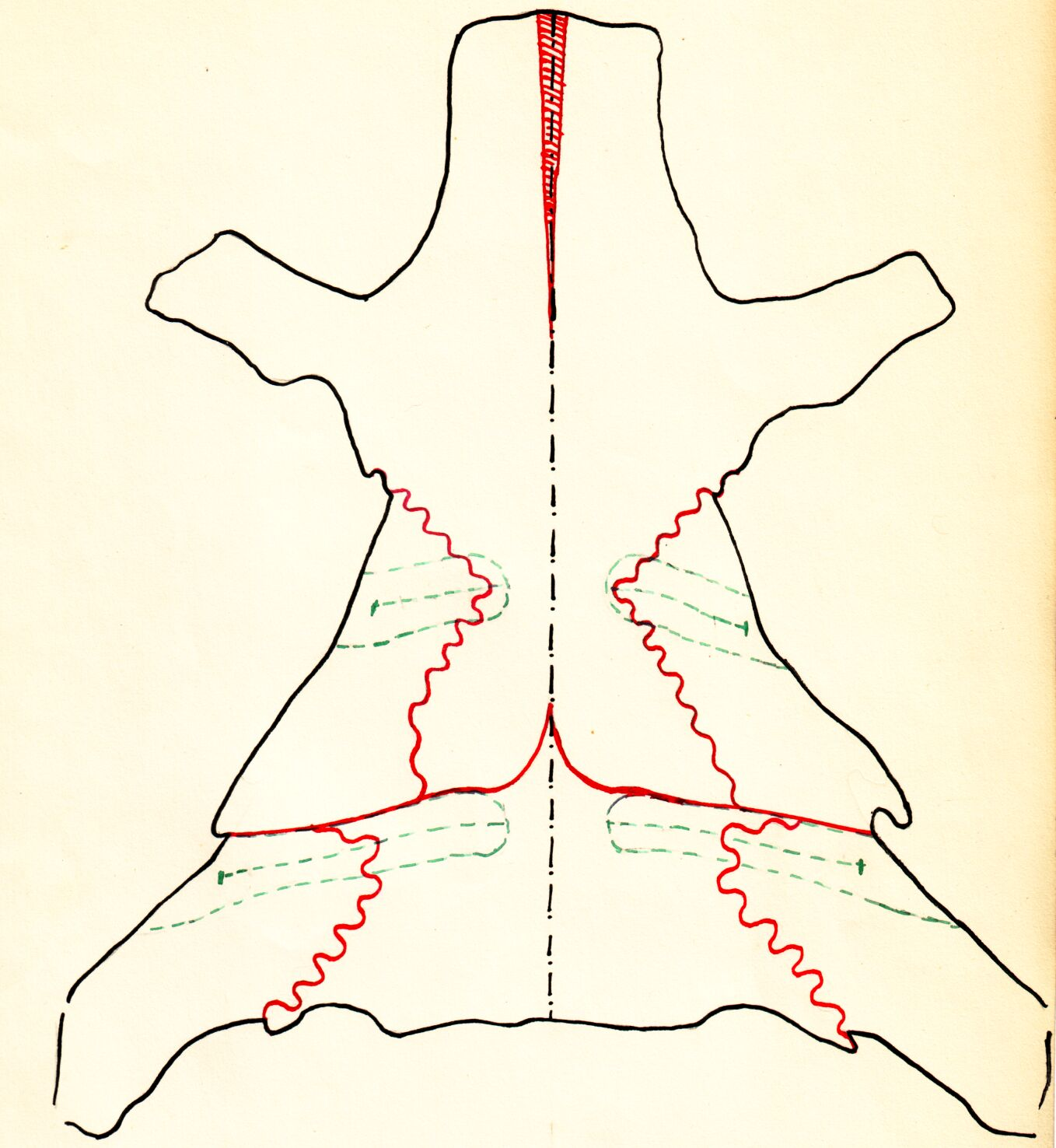
Beispiel für das Übereinandersetzen von zwei Fohlenfellen mit zwei Paar Spiegeln, bei gleichzeitigem Umsetzen der Fellseiten zur unteren Fellverbreitung (für einen Mantel)

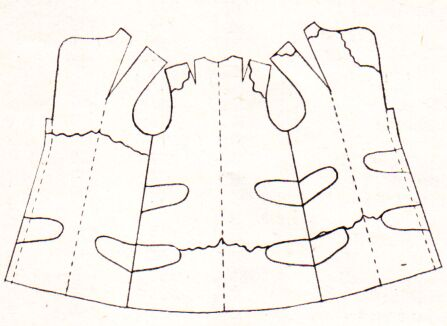
Aufteilung für einen Mantelrumpf mit fünf Paar Spiegeln

Bei der Pelzverarbeitung ist die Aufteilung der (Ross-)Spiegel eine besondere Herausforderung für den Kürschner.
Für einen Fohlenmantel werden in der Regel 5 bis 7 Felle benötigt. Diese müssen so über- und nebeneinander gesetzt werden, dass die Spiegel eine harmonische Anordnung erhalten. Die ideale Verteilung, bei der die Wirbelpunkte genau aufeinander treffen, ist nur bei mindestens 6 beziehungsweise 7 Fellen möglich. Erfordert die Mode eine große untere Weite, müssen die Felle noch zusätzlich unten verbreitert werden (siehe Skizze). Hierfür braucht es mindestens 8 bis 9 kleinere Felle.
Im Jahr 1965 wurde der Fellverbrauch für eine für einen Fohlenmantel ausreichende Felltafel (sogenanntes Mantel-„Body“) aus argentinischen Fohlen mit sechs Fellen, aus mongolischen mit sieben bis acht angegeben, für russische als unterschiedlich. Zugrundegelegt wurde eine Tafel mit einer Länge von 112 Zentimetern und einer durchschnittlichen Breite von 150 Zentimetern und einem zusätzlichen Ärmelteil. Das entspricht etwa einem Fellmaterial für einen leicht ausgestellten Mantel der Konfektionsgröße 46 des Jahres 2014. Die Höchst- und Mindest-Fellzahlen können sich durch die unterschiedlichen Größen der Geschlechter der Tiere, die Altersstufen sowie deren Herkunft ergeben. Je nach Pelzart wirken sich die drei Faktoren unterschiedlich stark aus.
Das Leder der Fohlenfelle ist ungewöhnlich hitzeempfindlich, das Bügeln der Faconnähte während der Verarbeitung ist mit äußerster Vorsicht zu handhaben.
Rosshäute werden gefärbt oder ungefärbt verarbeitet. Für einen Mantel reicht in der Regel ein Stück. Dickledrige, langhaarige Häute werden geschoren, gefärbt und zu Winterschuhen und anderem verarbeitet.
Fohlenfelle eignen sich zur Verarbeitung zu Mänteln und Jacken, ebenfalls gefärbt (eventuell nach vorherigem Bleichen) oder naturell. Da die Moirézeichnung den Wert der Felle erhöht, wurde diese teilweise auch künstlich durch Pressung eingebügelt. Mit Stand des Jahres 2008 fand man vor allem Angebote im Schuh- und Teppichbereich.
Während bei fast allen Pelzarten auch noch die kleinsten Reste verarbeitet werden, ist dies bei dem nicht so teuren und in der Fellzeichnung und Haardichte weniger attraktiven Fohlenfell eigentlich kaum vorstellbar – es sei denn, die Reststücke sind erheblich groß. Wohl deshalb hieß es in einem Fachbuch aus dem Jahr 1950, In den meisten Fällen sind die Felle heute stark verschnitten. Denn die Köpfe werden in Leipzig zu Tafeln oder ganzen Mäntel zusammengesetzt. In den ersten Jahren der DDR hatten sich einzelne Kürschner auf die Pelzresteverwertung spezialisiert, sie stellten Mäntel aus Köpfen von Kanin- und Kalbfellen, von Rind- und Rosshäuten, aber auch von Klauen von Schaf-, Lamm- und Zickelfellen her. Jedoch waren in der Hauptzeit der Fohlenmode durchaus auch vorgefertigte Rosskopf, Rossklauen- oder Rossstirn-Tafeln (sogenannte Halbfertigprodukte, meist 45 × 110 cm) im Handel. Der Anfall an Stücken war jedoch nicht beachtlich.

## Fohlenimitate
Fohlenimitationen wurden zur Zeit der Fohlenfellmode durch kurzhaarige, sehr schön moirierte Kalbfelle („Teletta“), durch Spaltfohlen und durch Zickel erzeugt. Vor 1949 waren durch neuerfundene Prägeverfahren neue Imitationsmöglichkeiten entstanden. Die heute nicht mehr zulässigen Bezeichnungen dafür waren „Fohlette“, für Nachahmungen aus Zickel „Fohlin“.

## Zahlen, Fakten
- 1925 bietet der Rauchwarengroßhändler Jonni Wende an: Fohlen, je nach Zeichnung; natur, braun- oder schwarz gefärbt, alle je 20 bis 70 Reichsmark.[35]
- 1926 Zitat: „Relativ am besten sind schwarze Hasenfelle, welche sogar durch schwarzgefärbtes Fohlen unter der Bezeichnung „Schwarzer Hase“ nachgeahmt wurden.“[36]
- Vor 1944 kosteten beste Fohlenfelle, naturfarben oder gefärbt:

rauche glatte 35,- RM; halbrauche glatte 55,- RM
flache glatte 70,- RM; Goljaks glatte 30,- RM
flache Moiré 55,- RM; halbrauche Moiré 85,- RM
flache Moiré 105,- RM; Goljak Moiré 50,- RM.

## Anmerkung
1. ↑  Die angegebenen vergleichenden Werte (Koeffizienten) sind das Ergebnis vergleichender Prüfung durch Kürschner und Rauchwarenhändler in Bezug auf den Grad der offenbaren Abnutzung. Die Zahlen sind nicht eindeutig, zu den subjektiven Beobachtungen der Haltbarkeit in der Praxis kommen in jedem Einzelfall Beeinflussungen durch die Pelzzurichtung und die Pelzveredlung sowie zahlreiche weitere Faktoren hinzu. Eine genauere Angabe könnte nur auf wissenschaftlicher Grundlage ermittelt werden.

Die Einteilung erfolgte in Stufen von jeweils 10 Prozent. Die nach praktischer Erfahrung haltbarsten Fellarten wurden auf 100 Prozent gesetzt.